# سیمو والاکاری
سیمو والاکاری (فنلاندی: Simo Valakari؛ زادهٔ ۲۸ آوریل ۱۹۷۳) بازیکن فوتبال اهل فنلاند بود.
از باشگاه‌هایی که در آن بازی کرده‌است می‌توان به باشگاه فوتبال دربی کانتی، اف‌سی دالاس، باشگاه فوتبال مادرول، و باشگاه فوتبال تورون پالوسئورا اشاره کرد.
وی همچنین در تیم ملی فوتبال فنلاند بازی کرده‌است.